# 数値制御
数値制御（すうちせいぎょ、英: Numerical Control、略称NC）は、行う動作を数値情報で指令する制御方式のこと。NC工作機械を用いたNC加工で用いられている。数値制御は、工作機械の自動化であり、手動輪やレバーを手動で制御したり、カムを使って機械的に自動化するのではなく、記憶媒体上で符号化されたコマンド群で抽象的にプログラムし制御する。世界初のNC工作機械は、既存の工作機械に紙テープから数値をシステムに入力することでモーターの動作を制御するよう改造したもので、1940年代から1950年代に構築された。これら初期のサーボ機構にはすぐにアナログコンピュータやデジタルコンピュータが付属されて強化され、コンピュータ数値制御（CNC）工作機械となり、設計工程を一新させた。
工作機械は絶対位置精度が重要で、数値制御はそれを実現するために考案された制御手法、メカニズムである。

## 概要
NC工作機械は、それぞれの軸が独立したメカニズムを持ち、それぞれが独立したフィードバック機構を備えている。
例えば、XYZ軸を持つNCフライス盤なら、X軸、Y軸、Z軸それぞれの方向にスライド軸を持ち、独立したサーボ機構を持っている。つまりX方向に100.0mm動く指令が出れば、X軸のエンコーダにより、X方向に100.0mm移動することが保証されている。これがNCである。
通常、工作機械を自動的に動作させるため、プログラムを解釈するコンピュータと組み合わされ、CNCとして使われる。現在ではCNCではないNC工作機械はほとんどなく、単に「NC工作機械」と呼ぶ場合はCNC工作機械のことを指す。CNCで使われるプログラム言語をNCプログラムという。

## 歴史

### 初期の自動化方式

#### カム
工作機械の制御の自動化は1800年代、カムを使う形で始まった。カムは以前からオルゴールや鳩時計の部品として使われていた。トマス・ブランチャードは銃床旋盤を作り（1820年代-1830年代）、クリストファー・マイナー・スペンサーらは1870年代に旋盤からタレット旋盤を開発した。カムによる自動化は第一次世界大戦の起きた1910年代には非常に高度なレベルに達していた。
しかし、カムによる自動化は抽象的にプログラムすることができないため、数値制御とは根本的に異なる。その工作機械が生み出すデザインとそれを作り出す工作工程には直接のつながりは存在しない。カムは情報を符号化したものと言えるが、図面上の抽象的レベルの情報からカムを作る工程では人間が自らの手で彫り、加工し、削る必要がある。19世紀の抽象的プログラム可能制御の形式としては、ジャカード織機とチャールズ・バベッジらの解析機関があった。そういった開発が収斂して、プログラム可能な自動工作機械が19世紀に生み出される可能性はあったが、実際に収斂が起きるまでには何十年もかかることとなった。

#### トレーサ制御
カムをベースとした自動化に水理学を応用することで、テンプレートをスタイラスでトレースするトレース機械が登場した。例えば、プラット・アンド・ホイットニーのKeller Machine は、数フィートにおよぶテンプレートをトレースできた。もう1つの手法は「記録再生方式」で、ゼネラルモーターズ（GM）が1950年代に始めた。これは、記録装置を使って人間の機械工の動きを記録し、必要に応じてそれを再生するというものである。似たようなシステムは今日でもよく見られ、例えば "teaching lathe" は新人の機械工に実地の感触を教えるのに使われる。これらは数値制御可能ではなく、プログラムは数値的ではなく物理的であるため、熟練した機械工の支援が必要である。

### サーボとセルシン
完全な自動化への障壁の1つは工作工程の許容誤差の問題であり、一般にサウ(1/1000インチ）単位の精度が要求される。パンチカードなどの記憶装置を接続して制御することは可能だとしても、要求された精度で正しい位置取りができると保証するのは別の問題だった。工作機械の動作は必ずしも線形に力が働くわけではなく、線形に制御を出力してもそれが工作機械の線形な動作になるとは限らない。この領域で鍵となったのはサーボ機構の開発であり、それによって正確な測定情報が得られるようになった。2つのサーボ機構を組み合わせるとセルシン（シンクロサーボ機構）となり、遠隔のサーボの動きが正確にもう一方のサーボに伝わる。様々な機械システムや電気システムを使ってセルシンの出力を読み取り、正確に動いたことを確認できる。
セルシンが機械制御に使えるのではないかと最初に示唆したのは、ゼネラル・エレクトリック (GE) で働いていたスウェーデン人移民のアーンスト・アレキサンダーソンだった。アレキサンダーソンは機械式計算機の小さな出力のトルクを増幅して巨大なモーターを制御する方法を研究していた。GEはこれをアメリカ海軍の軍艦で用いる照準システムに応用しようとしていた。工作機械と同様、砲塔の照準移動には非常に高い精度を要求され、しかも砲塔の動きは線形ではない。1931年11月、アレキサンダーソンは産業技術部門に同じシステムを工作機械への入力に使えるのではないか、そうすれば Keller Machine のようにテンプレートをなぞる際に強い力を必要としないだろう、と示唆した。彼はこれを「単純な技術開発の問題」だと述べた。しかしその概念は当時の事業計画のずっと先を行くもので、GEは何年もこれをまともに検討しなかった。そのため、他者がそれに先駆けることになった。

### パーソンズとNCの発明
一般に数値制御の発明者はジョン・T・パーソンズとされている。パーソンズは父の経営する機械工作会社 Parsons Corp で働く機械工兼セールスマンだった。1942年、パーソンズは以前 フォード トライモータ の製造を指揮していたビル・スタウトから「次のでかいこと」はヘリコプターの開発だと聞かされた。そこで彼はシコルスキー・エアクラフトに何か仕事の注文はないか問い合わせ、すぐにローターのブレード内の木製縦通材を作る契約を獲得した。稼動していない家具工場で生産できるよう設定し、実際に製造してみたところ、その縦通材を使ったブレードは故障した。問題は、縦通材の金属カラーと金属製翼桁の溶接部分にあった。そこでパーソンズは縦通材と翼桁の接合に接着剤を使ってみてはどうかと提案した。これは航空機の設計では誰も試したことのない方法だった。
この開発の過程でパーソンズは、縦通材に木ではなく打ち抜き加工した金属を使った方が作るのも簡単だし強度も増すのではないかと考えるようになった。ローター用縦通材はシコルスキーが提供する設計図に従って製造しており、その設計図は外形を17の点で表していた。パーソンズはそれらの点を通る曲線を雲形定規を使って描き、木製縦通材を作る際の固定器具のテンプレートに使っていた。しかし、金属をその形状に切り抜ける工作機械をどう作ったらいいのかは難しい問題だった。パーソンズはライト・フィールドのプロペラ研究所で回転輪部門を指揮していたフランク・スチューレンを訪ねた。スチューレンはパーソンズが自分が何を言っているのか実際には分かっていないと断定し、それを実現するためパーソンズは彼をその場で雇った。スチューレンは1946年4月1日に作業を開始し、3人の技術者を新たに雇った。
スチューレンにはCurtis Wright Propellerで働く兄弟がいて、技術計算にパンチカードシステムを使っていると聞いていた。スチューレンはローターの応力計算にそのアイデアを採用し、ヘリコプターのローターについて世界初の詳細な自動計算を行おうとした。パーソンズはスチューレンがパンチカードシステムを使って作業しているのを見て、それを使って17点の代わりに200点で外形を生成し、各点で使う切削工具の半径を考慮して切削の中心点を求めることができないかとたずねた。そうすれば従来よりも正確に切り出すことができ、硬い鉄鋼でも縦通材に使うことができるし、それをやすりで滑らかにするのも簡単だと考えたのである。スチューレンは何の問題もないと請け合い、必要な膨大な数値を求めた。1人が数値を読み上げ、それにしたがって別の2人の作業員がX軸とY軸を設定し、切削工具をその点に移動させて切削を行った。これを "by-the-numbers method"（数値による方式）と呼んだ。
そこでパーソンズは完全自動化した工作機械を想像した。十分な数の切削点が与えられれば、手動の作業は全く不要になる。しかしその時点では数値にしたがって工具を所定の位置に移動させるのは手動だったため、作業時間の節約にはならなかった。工作機械にパンチカードシステムの数値を直接入力できれば、そういった遅延も人的誤差もなくなり、切削点数を劇的に増やすことができると考えた。そのような機械があれば、指示を打ち込むだけで正確なテンプレートで切り出しを繰り返すことができる。しかし、パーソンズにはそのアイデアを開発に移すだけの資金がなかった。
パーソンズの会社のセールスマンがライト・フィールドを訪れたとき、新たに創設されたアメリカ空軍がジェットエンジンについて問題を抱えていると聞きつけた。そこでパーソンズはロッキード社に赴き自動工作機械のアイデアを説明したが、興味を持ってはくれなかった。ロッキードは既に5軸のテンプレートコピー機を使うと決めており、高価な切削機械を注文済みだった。パーソンズはこれについて次のように述べている。
その状況をちょっと描いてみよう。ロッキードは翼を製作する機械の設計という契約をしていた。その機械はカッターの動きを5軸で制御し、各軸はテンプレートを使ってトレーサー制御される。誰も私のテンプレート製作法を使ったことがない。不正確なテンプレートからどうして正確な翼形状を作れるだろうか。
パーソンズの懸念は現実となった。1949年、アメリカ空軍はパーソンズがその自動機械を製作するための資金を提供することにした。Snyder Machine & Tool Corpと共同で行った初期の試みは、モーターを直接駆動して制御する方式だったが、完全に平滑な切断が可能となる精度を達成できなかった。機械制御は線形に応答することはないため、同じ量の力を与えても常に同じ動きをするとは限らず、結果としてどれだけ切削点を与えても正確な外形を切り出すことはできなかった。

### MITへ
これは解決不能な問題ではなかったが、制御がどの程度正確に動きに反映されたかを直接測定するために、セルシンのようなある種のフィードバックシステムを必要とした。このような大変な問題に直面し、1949年春、パーソンズはフィードバックシステムの最先端を研究しているMITサーボ機構研究所をたずねた。戦時中、この研究所はモーター駆動の複雑な装置をいくつか製作していた（B-29の機銃砲塔、SCR-584レーダーの自動追跡システムなど）。したがってパーソンズの「数値による」自動機械の試作品を製作する下地は十分だった。
MITのチームはウィリアム・ピーズが指揮し、ジェームズ・マクドナーが補佐した。彼らは即座にパーソンズの設計を大幅に改良した。2点を指定したとき、それぞれの点を単に切削するだけでなく、2点の間を滑らかに切削するようにし、指定する点が少なくても滑らかに切り出すことができるようにしたのである。したがって直線的に切断する場合にも、連続的な点を指定することなく切断できるようになった。パーソンズ、MIT、空軍の三者で契約が結ばれ、プロジェクトは正式には1949年7月から1950年6月まで実施された。その契約は "Card-a-matic Milling Machine" の試作品とその生産システムの構築を含んでいた。どちらもパーソンズが縦通材の製造に使えるよう、最終的に引き渡されることが決まっていた。
代わりに1950年、MITは Cincinnati Milling Machine Company と空軍の間で契約を結ばせ、パーソンズをその後の開発から遠ざけた。パーソンズはこれについて後に、「MITほど立派なところが私のプロジェクトを引き継いで先に進んでくれるとは夢にも思わなかった」と述べている。開発はMITが引き継いだが、パーソンズは1952年5月5日に「工作機械の位置取りのための電動機制御装置」という特許を申請し、MITが1952年8月14日に申請した「数値制御サーボ機構」の特許と衝突した。パーソンズの特許は1958年1月14日、US Patent 2,820,187 として発効し、ベンディックス、IBM、富士通、ゼネラル・エレクトリックといった企業にライセンス供与された。

### MITのマシン
MITは各種手動輪の入力を歯車で伝達し、マシンのX、Y、Z軸それぞれを駆動するモーターに接続されたローラーチェーンでそれらを駆動した。対応する制御装置は冷蔵庫ほどの筐体5台で構成され、工作機械本体とほぼ同じ大きさだった。筐体のうち3台はモーター制御装置で3軸それぞれに対応し、残る2台は数値読み取りシステムである。
パーソンズのパンチカードを使ったもともとの設計とは異なり、MITの設計では7トラックの標準的な紙テープを入力に採用した。そのうち3トラックは3軸の制御に使い、残りの4トラックは各種制御情報を符号化して使った。紙テープを読み取る筐体には、6台のリレーを使ったレジスタがあり、2台が1つの軸に対応している。読み取り操作の度に直前に読み取った点が開始点レジスタにコピーされ、新たに読み取った点が終了点レジスタに設定される。テープは連続的に読み取られ、"stop"命令（制御情報部分が4つの穴になっている）に到達するまでレジスタ上の数値が増えていく。
最後の筐体にはクロック機構があり、レジスタを通してパルスを発信し、それらを比較し、点と点の間を補間する出力パルスを生成する。例えば、2点が遠く離れている場合は出力パルスはクロックサイクル毎に出力され、2点が近ければ複数クロックサイクルに1回だけパルスを出力する。そのパルスはモーター制御装置にある加算レジスタに送られ、そこで受信したパルス数を数える。加算レジスタはデジタル-アナログ変換回路に接続されており、パルス数が増加している間はモーターへ供給される電力が増加する。
そのレジスタはモーターや工作機械自体に付属するエンコーダによって減算され、1回転するごとに1ずつ減算される。終点に到達するとクロック装置からのパルスが停止し、モーターが工作機械を符号化された位置まで移動させて停止する。1度回転するごとに切削ヘッドが0.0005インチ移動する。切削ヘッドの移動速度は始点と終点を細かく指定すればゆっくりになるし、比較的遠い2点を指定すれば速くなる。
このシステムは1952年9月に一般公開され、同月のサイエンティフィック・アメリカン誌にも掲載された。MITのシステムは技術的には大成功を収めた。どんな複雑な形状も切り出すことができ、人間の手では不可能な精度で全く同じものを作ることができた。しかし、このシステムは複雑すぎ、250本の真空管と175個のリレーを使い、可動部品も多いため、実際の製造で使うには信頼性の面で問題があった。また、非常に高価であり、空軍がその開発に費やした金額は36万ドルになっていた（2005年の価値に換算すると約260万ドル）。1952年から1956年まで、そのシステムの経済的影響を調べるため、各種航空機で一品ものの部品の製作に使われた。

### NCの実用化
空軍は1953年にプロジェクトへの資金提供をやめたが、Giddings and Lewis Machine Tool Co. (G&L) が開発を継承した。1955年、G&Lの後援でNCを商用化するための会社 Concord Controls が創設され、MITからも人員の多くがそちらに移籍し、Numericord という制御装置を開発した。Numericord はMITの設計をほぼ継承していたが、紙テープの代わりにゼネラル・エレクトリックが開発中だった磁気テープ装置を採用した。磁気テープには様々な位相の信号が記録されており、それが直接各種制御の角度を表している。磁気テープは一定速度で制御装置が読み取り、それがセルシンの一方に角度情報として供給され、セルシンのもう一方は工作機械制御に接続される。依然として設計図の数値は紙テープに記録されていたが、磁気テープに変換する装置が用意された。磁気テープを使うことで制御装置の複雑さを大幅に低減させることに成功した。1995年、航空機の表面加工用の精密なダイスを生産するため Numericord "NC5" がG&Lの工場で稼動を開始した。
Monarch Machine Tool も1952年からNC旋盤の開発を開始した。同社は1955年の Chicago Machine Tool Show でNC旋盤を公開しており、そのショーには完成品や試作品段階のNC工作機械が他社からも出品された。例えば Kearney & Trecker の Milwaukee-Matic II は切削ヘッドをNC制御で自動交換することができた。
ボーイング社の報告には「数値制御はコスト低減できることを証明し、リードタイム削減と品質向上と工作機械設定削減を成し遂げ、生産性を向上させた」とある。一部利用者が熱烈に支持したにもかかわらず、数値制御の採用はそれほど急速には進まなかった。パーソンズはこれについて後に次のように述べている。
NCの概念は製造業者にとって非常に奇妙で、採用も進まなかったため、米軍自身が120台のNC工作機械を作り、各製造業者にリースすることで一般化させようとした。
1958年、MITはNCの経済性についての報告を公表した。それによると、NC工作機械は人間の機械工に対抗できるが、単に作業に要する時間が加工からテープ作成に移っただけだとした。Forces of Production という著書の中で Noble は、空軍に限って言えばこれが全てだったと主張している。すなわち、労働組合の組織率の高い工場から組織率の低いホワイトカラーの設計事務所への作業の移転である。